# Trollgölens naturreservat
Trollgölens naturreservat är ett naturreservat i Kinda kommun i Östergötlands län.
Området är naturskyddat sedan 2019 och är 15 hektar stort. Reservatet ligger omkring och söder om Trollgölen. Reservatet består av barrskogsklädda och branta sluttningar med inslag av tvära stup. Här finns gammal barrskog och blandskog med inslag av ädellövträd. Från Trollgölen rinner en bäck ut genom en lövsumpskog med al och ask.